# Плектруда
Плектруда (Plektrudis; Bliktrud; † 10 август 725) произлиза от най-големите австразийски благородници и се почита като Светия. Тя е вероятно от рода на Хугоберт-Ирмина.

## Биография
Тя е вероятно дъщеря на Ирмина от Еран и граф Хугоберт. Сестра ѝ e игуменката Адела от Пфалцел при Трир.
Плектруда е омъжена от 670/675 г. за каролингския майордом Пипин Средни. Тя носи на Пипин имоти и участва във всичките му юридически дела. Нейните синове Дрого и Гримоалд Млади получават от Пипин важни служби.
Малко преди смъртта на Пипин, тя прави опит да защити правата на внуците си (синовете ѝ са вече мъртви) пред Карл Мартел, наложнически син на Пипин и Алпаида. Пипин определя за свой наследник Теудоалд, извънбрачния син на Гримоалд Млади. Карл е затворен от Плектруда в Кьолн. Той успява да се освободи и с помощта на съставената си войска задължава Плектруда да му признае правата. (717).
Плектруда основава Св. Мария в Капитол в Кьолн, където вероятно е погребана.